# Рендон (Тексас)
Рендон (енгл. Rendon) насељено је место без административног статуса у америчкој савезној држави Тексас.

## Демографија
По попису из 2010. године број становника је 12.552, што је 3.53 (39,1%) становника више него 2000. године.
| Група             | 2000.         | 2010.         |
| Белци             | 7.780 (86,2%) | 9.712 (77,4%) |
| Афроамериканци    | 371 (4,1%)    | 735 (5,9%)    |
| Азијати           | 31 (0,3%)     | 112 (0,9%)    |
| Хиспаноамериканци | 706 (7,8%)    | 1.799 (14,3%) |
| Укупно            | 9.022         | 12.552        |